# 33. Waffen-Grenadier-Division der SS Charlemagne (französische Nr. 1)
SS Charlemagne var en division under andra världskriget med i huvudsak franska, men även nederländska och belgiska, frivilliga som stred på Nazitysklands sida på östfronten. Divisionen skapades från den 17 februari 1945 och fick ta nummer 33 efter att den kortlivade divisionen 33. Waffen-Kavallerie-Division der SS (ungarische Nr. 3) hade gått under i strid. SS Charlemagne kämpade även under slaget om Berlin från 16 april till 2 maj 1945.

## Bakgrund
Divisionen bildades i februari 1945 när det beslutades att den franska frivilligbrigaden, Waffen-Grenadier-Brigade der SS Charlemange (französische Nr. 1), skulle uppgraderas till en division. Nya rekryter anlände under hösten 1944 för att tillsammans med veteraner från brigaden bilda en division. Men Charlemagne blev en division enbart till namnet då den knappt var större än brigaden. 
Trots att utbildningen inte var avslutad och att den inte fått sina tunga vapen förklarades divisionen stridsduglig och sattes den 17 februari på ett tåg mot fronten i Pommern. De anlände till den lilla staden Hammerstein (mellan Danzig och Stettin) och sattes omgående in i striderna. Några dagar senare splittrades divisionen i tre delar av kraften av den sovjetiska vinteroffensiven. En grupp under befäl av SS-Brigadeführer Gustav Krukenberg drog sig norrut till Östersjökusten och evakuerades därifrån via havet till Danmark. En annan grupp hamnade rakt i vägen för den sovjetiska offensiven och förintades. En tredje grupp kunde under förlustrika strider slå sig västerut till de tyska linjerna. 
Resterna av Charlemagne, 1 100 man, samlades ihop för att återbilda ett fungerande förband. Divisionsbefälet Krukenberg gav de överlevande tillåtelse att avsäga sig trohetseden och istället förflyttas till ett förband som bland annat byggde fästningar. En tredjedel av manskapet valde den möjligheten.
Under natten mellan den 23 april och 24 april mottog divisionen ett brådskande telegram och beordrades att omedelbart göra sig redo för operationer i Berlin. Mellan 300 och 350 soldater nådde fram till Berlin bara timmar innan de sovjetiska trupperna fullbordat omringningen. De grupperade sig vid Olympiastadion och kom sedan att delta i våldsamma motanfall runt om i Berlin. De kvarvarande soldaterna inlemmades i 11. SS Freiwilligen-Panzergrenadier-Division Nordland som Krukenberg några dagar tidigare tagit befälet över.
Den 2 maj kapitulerade Berlin och 30 överlevande fransmän hamnade i sovjetisk fångenskap.

## Befälhavare
- Waffen-Oberführer der SS Edgar Puaud (10 februari 1945 – 5 mars 1945)
- SS-Brigadeführer Gustav Krukenberg (5 mars 1945 – 24 april 1945)
- SS-Standartenführer Walter Zimmermann (24 april 1945 – maj 1945)

## Numerär styrka
- 25 februari 1945 – 7 500 man
- 23 april 1945  – 1 100 man
- 2 maj 1945 – 30 man

| Namn                                                                  | datum                        |
| --------------------------------------------------------------------- | ---------------------------- |
| Legion Volontaire Francaise (Heer)                                    | mars 1943 - oktober 1943     |
| Französisches SS-Freiwilligen-Grenadier-Regiment                      | oktober 1943 - november 1943 |
| Französisches SS-Freiwilligen-Regiment 57                             | november 1943 - juli 1944    |
| Französisches-Freiwilligen-Sturmbrigade                               | juli 1944 - augusti 1944     |
| Waffen-Grenadier-Brigade der SS Charlemange (französische Nr. 1)      | augusti 1944 - februari 1945 |
| 33. Waffen-Grenadier-Division der SS Charlemagne (französische Nr. 1) | februari 1945 - maj 1945     |

## Organisation
Divisionens organisation:
- Waffen-Grenadier-Regiment der SS 57 (franz. Nr. 1)
- Waffen-Grenadier-Regiment der SS 58 (franz. Nr.2)
- SS- Artillerie-Abteilung 33
- SS-Panzerjäger-Abteilung 33
- SS-Pionier-Kompanie 33
- SS-Nachrichten-Kompanie 33
- SS-Feldersatz-Kompanie 33